# اكونه (كاغوشيما)
مدينة اكونه (بالإنجليزية: Akune)‏ هي أحد المدن التابعة لمحافظة كاغوشيما. تأسست رسميًا في 01/04/1952. ويقدر عدد سكانها بـ 24166 نسمة حسب تقدير مكتب الإحصاء الياباني لعام 2012. تبلغ مساحة اكونه 134.3 كم2. بكثافة سكانية تبلغ 180 نسمة/كم2.

## المناخ
يظهر الجدول التالي التغييرات المناخية على مدار السنة لاكونه:
| البيانات المناخية لـاكونه         | البيانات المناخية لـاكونه | البيانات المناخية لـاكونه | البيانات المناخية لـاكونه | البيانات المناخية لـاكونه | البيانات المناخية لـاكونه | البيانات المناخية لـاكونه | البيانات المناخية لـاكونه | البيانات المناخية لـاكونه | البيانات المناخية لـاكونه | البيانات المناخية لـاكونه | البيانات المناخية لـاكونه | البيانات المناخية لـاكونه | البيانات المناخية لـاكونه |
| الشهر                             | يناير                     | فبراير                    | مارس                      | أبريل                     | مايو                      | يونيو                     | يوليو                     | أغسطس                     | سبتمبر                    | أكتوبر                    | نوفمبر                    | ديسمبر                    | المعدل السنوي             |
| --------------------------------- | ------------------------- | ------------------------- | ------------------------- | ------------------------- | ------------------------- | ------------------------- | ------------------------- | ------------------------- | ------------------------- | ------------------------- | ------------------------- | ------------------------- | ------------------------- |
| الدرجة القصوى °م (°ف)             | 22.8 (73.0)               | 24.0 (75.2)               | 25.6 (78.1)               | 27.8 (82.0)               | 30.3 (86.5)               | 33.6 (92.5)               | 36.6 (97.9)               | 37.1 (98.8)               | 34.9 (94.8)               | 32.7 (90.9)               | 28.0 (82.4)               | 23.7 (74.7)               | 37.1 (98.8)               |
| الحد الأقصى المتوسط °م (°ف)       | 18.1 (64.6)               | 19.3 (66.7)               | 22.1 (71.8)               | 25.0 (77.0)               | 27.6 (81.7)               | 30.4 (86.7)               | 33.2 (91.8)               | 34.1 (93.4)               | 32.2 (90.0)               | 28.4 (83.1)               | 24.3 (75.7)               | 20.0 (68.0)               | 34.3 (93.7)               |
| متوسط درجة الحرارة الكبرى °م (°ف) | 10.4 (50.7)               | 11.3 (52.3)               | 14.5 (58.1)               | 19.4 (66.9)               | 22.8 (73.0)               | 25.4 (77.7)               | 29.2 (84.6)               | 30.4 (86.7)               | 27.7 (81.9)               | 23.2 (73.8)               | 18.2 (64.8)               | 13.0 (55.4)               | 20.5 (68.8)               |
| المتوسط اليومي °م (°ف)            | 7.0 (44.6)                | 7.7 (45.9)                | 10.6 (51.1)               | 15.4 (59.7)               | 18.9 (66.0)               | 22.1 (71.8)               | 26.1 (79.0)               | 26.7 (80.1)               | 23.9 (75.0)               | 19.1 (66.4)               | 14.2 (57.6)               | 9.3 (48.7)                | 16.7 (62.2)               |
| متوسط درجة الحرارة الصغرى °م (°ف) | 3.7 (38.7)                | 4.3 (39.7)                | 6.8 (44.2)                | 11.6 (52.9)               | 15.4 (59.7)               | 19.2 (66.6)               | 23.4 (74.1)               | 23.7 (74.7)               | 20.8 (69.4)               | 15.5 (59.9)               | 10.6 (51.1)               | 6.0 (42.8)                | 13.4 (56.2)               |
| الحد الأدنى المتوسط °م (°ف)       | −0.2 (31.6)               | −0.1 (31.8)               | 1.9 (35.4)                | 5.5 (41.9)                | 11.1 (52.0)               | 15.5 (59.9)               | 20.4 (68.7)               | 21.4 (70.5)               | 16.8 (62.2)               | 10.8 (51.4)               | 5.5 (41.9)                | 1.2 (34.2)                | −1.2 (29.8)               |
| أدنى درجة حرارة °م (°ف)           | −4.2 (24.4)               | −4.6 (23.7)               | −1.6 (29.1)               | 0.9 (33.6)                | 8.2 (46.8)                | 12.4 (54.3)               | 17.1 (62.8)               | 18.7 (65.7)               | 12.0 (53.6)               | 5.9 (42.6)                | 1.5 (34.7)                | −2.3 (27.9)               | −4.6 (23.7)               |
| الهطول مم (إنش)                   | 92.0 (3.62)               | 93.6 (3.69)               | 134.4 (5.29)              | 177.4 (6.98)              | 204.1 (8.04)              | 366.5 (14.43)             | 338.3 (13.32)             | 201.5 (7.93)              | 198.3 (7.81)              | 101.7 (4.00)              | 90.5 (3.56)               | 76.4 (3.01)               | 2٬074٫7 (81.68)           |
| متوسط تساقط الثلوج سم (إنش)       | 5 (2.0)                   | 4 (1.6)                   | 0 (0)                     | 0 (0)                     | 0 (0)                     | 0 (0)                     | 0 (0)                     | 0 (0)                     | 0 (0)                     | 0 (0)                     | 0 (0)                     | 2 (0.8)                   | 11 (4.4)                  |
| متوسط الرطوبة النسبية (%)         | 69                        | 70                        | 70                        | 75                        | 78                        | 84                        | 85                        | 82                        | 80                        | 73                        | 70                        | 69                        | 75                        |
| ساعات سطوع الشمس الشهرية          | 108.7                     | 110.8                     | 155.7                     | 162.1                     | 176.6                     | 143.2                     | 204.9                     | 228.5                     | 183.3                     | 189.9                     | 148.6                     | 121.5                     | 1٬933٫8                   |
| المصدر: NOAA (1961-1990)          |                           |                           |                           |                           |                           |                           |                           |                           |                           |                           |                           |                           |                           |

## أعلام
- يوشيهيرو ناكانو